# Contea di Qitai
La contea di Qitai (奇台县S) è una contea della Cina, situata nella regione autonoma di Xinjiang e amministrata dalla prefettura autonoma hui di Changji.